# Natalja Krupska
Natalja Krupska, ros. Наталья Крупская (ur. 1972 w Nowokuźniecku) – rosyjska pływaczka.

## Życiorys
Natalja Krupska urodziła się w 1972 roku w Nowokuźniecku w ZSRR. Po raz pierwszy rozpoczęła pływanie w 1980 roku w wieku 8 lat, a siedem lat później została członkinią sowieckiej drużyny. Po przejściu na emeryturę pracowała jako trenerka pływania w rodzinnym Nowokuźniecku.
W 1991 roku Krupska wystąpiła na Mistrzostwach Europy w Pływaniu w Atenach w Grecji, a także zdobyła złoty medal w sztafecie 4x100 metrów stylem zmiennym. Podczas kariery zdobyła trzy narodowe tytuły (1988, 1989 i 1991) oraz ustanowiła rekord w dyscyplinie na 200 metrów stylem grzbietowym.